# Nádudvar

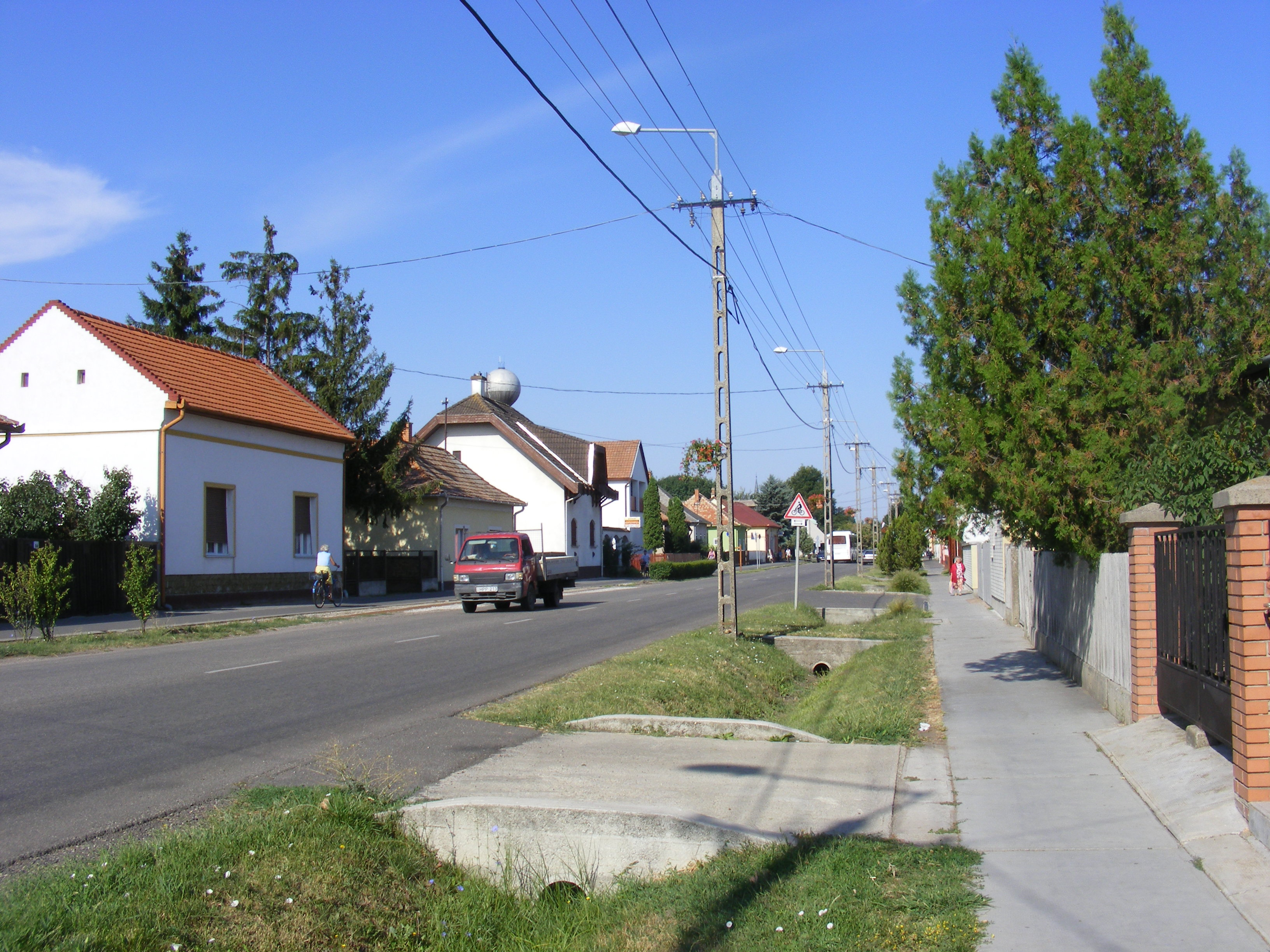
Gatubild, 2013.

Nádudvar är en mindre stad i Ungern med 8 450 invånare (2020).